# 那須高原恋人の聖地展望台

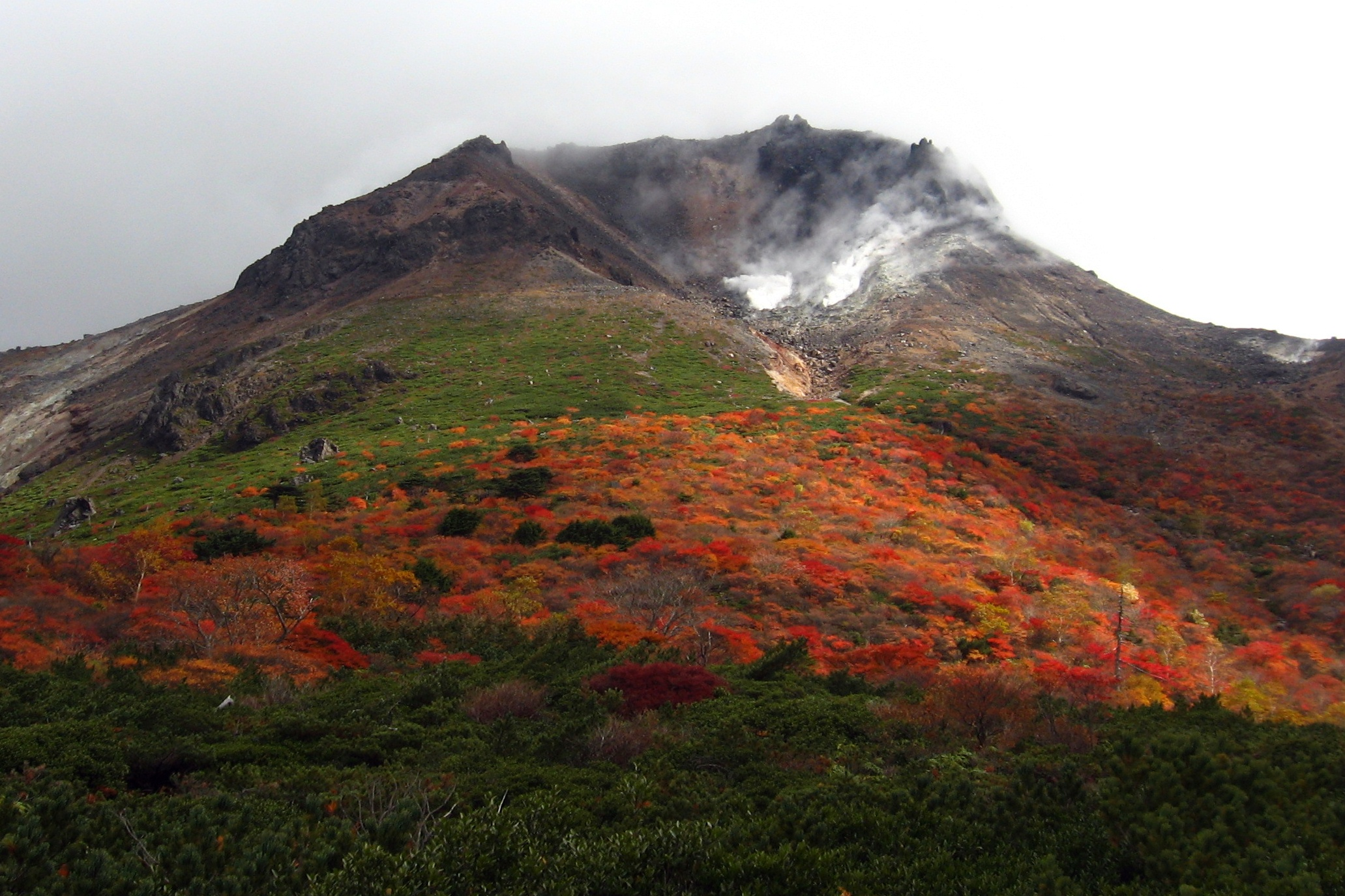
那須岳の紅葉

那須高原恋人の聖地展望台（なすこうげんこいびとのせいちてんぼうだい）は、栃木県那須郡那須町湯本の那須岳中腹にある展望台で、特定非営利活動法人地域活性化支援センターが主催する「恋人の聖地プロジェクト」により全国で100番目の恋人の聖地に選定されたデートスポットである。

## 概要
那須高原展望台は那須温泉街から那須ロープウェイ山麓駅に向かう途中にある、標高1048メートル、広さ約616平方メートルの展望台である。
この展望台は、かつて有料道路だったボルケーノハイウェイ時代には展望台と休憩施設を兼ねた駐車場となっていたが、ボルケーノハイウェイが無料開放された事に伴い、見あげれば那須連山が、眼下には那須高原や関東平野を望むことができ、夕日や夜景も楽しめるこの場所を観光資源として有効活用することはできないかと考え、展望台を整備するとともに恋人の聖地プロジェクトに申請し、2010年6月に全国で100番目の恋人の聖地として認定されたものである。
ランドマークには桂由美による題字入りプレートが嵌めこまれている。
当展望台からは間近に茶臼岳、遠くに八溝連山と、那須高原の自然を満喫できる。また、ボルケーノハイウェイには温泉が点在し、展望台から車で5分ほどの距離の八幡温泉の近くにある八幡のつつじ群落は、5月下旬に20万本ものヤマツツジが満開となり爽やかな香りとともに周辺を彩る。環境省かおり風景100選、栃木県景勝100選にも選ばれている景勝である。
また、当展望台とほぼ同時期に那須御用邸の敷地の約半分が那須平成の森として開放され、同じく観光名所となっている（当展望台から車で10分ほどの距離にある）。
当展望台から車で30分ほど離れた那須高原の山裾にある那須ハイランドパークには、当恋人の聖地のサテライトモニュメントがある。

## 東日本大震災による被害とリニューアル
当展望台は、恋人の聖地として認定された翌年に東日本大震災の被災があり、那須町は震度6弱に襲われたためにこの展望台も擁壁等に被害があり、展望台の一部は立ち入り制限がなされた。
そのため、那須町は約4200万円の予算を投じて擁壁の改修を行うとともに、案内板やベンチの設置などリニューアル工事を行った。
工事完了後の2012年7月21日に展望台はリニューアルオープンし、同日、記念式典が一般募集のカップルや関係者ら約150人が出席して行われた。